# Pietro Ponzio
Pietro Ponzio (Parma (Emília-Romanya), 25 de març de 1532 - idm. 27 de desembre de 1596) fou un compositor i musicòleg italià.
Vers el 1570 era mestre de capella de la catedral, i després passà a l'església de Sant Ambrosi de Milà, sent nomenat per acabar, director de la capella de l'Steccata de la seva vila nadiua.
Se li deuen les obres següents:
- Missarum 4 voc. liber primus (Venècia, 1578);
- Lib. 1 Missarum quinqué vocibus (Venècia, 1580);
- Lib. 2 Missarum quinqué vocibus (Venècia, 1581);
- Psalmi vespertini totius anni; Mottetorum cum quinqué vocibus, lib. I (Venècia, 1582);
- Lib. 2 Missarum 4 voc. (Venècia, 1584);
- Magnificat, lib. I (Venècia, 1584);
- Missarum quinqué vocibus, lib. 3 (Venècia, 1585);
- Psalmus vesperarum totius anni, 4 voc. (Venècia, 1589);
- Missae, 6, 8 voc (Venècia, 1590);
- Hymni solemniores ad vespertines hores canendi (Venècia, 1596).

A més, va escriure, les obres didàctiques Ragionamenti di musica (Parma, 1588) i Dialogo ovesi tratta della teòrica e prattica di musica (Parma, 1595).